# Abschnittsbefestigung Pfünz

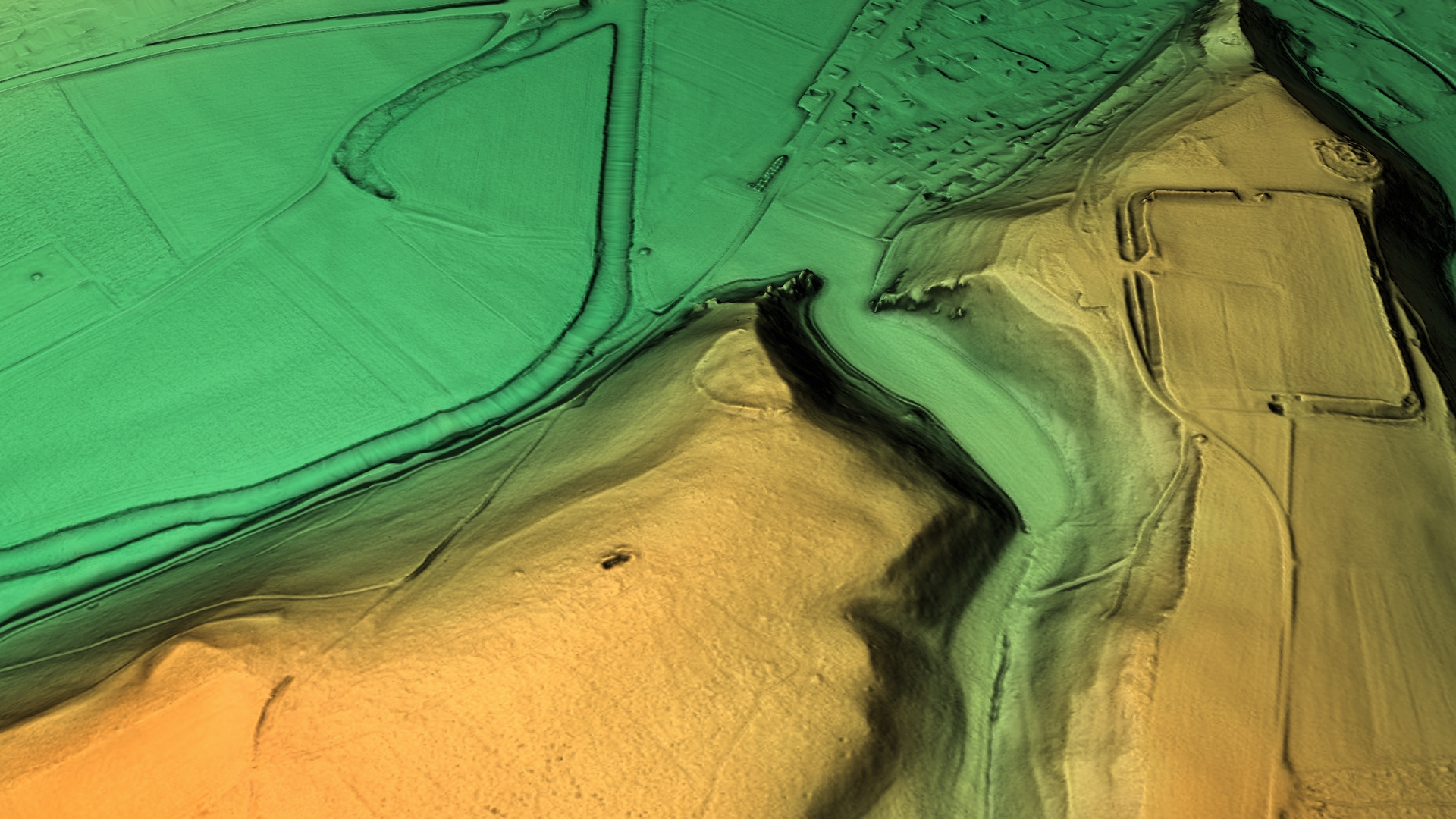
3D-Ansicht des digitalen Geländemodells

Die Abschnittsbefestigung Pfünz ist eine abgegangene vor- und frühgeschichtliche Abschnittsburg bei 420 m ü. NHN auf der „Mühlleite“ etwa 750 Meter südwestlich der Kirche in Pfünz, einem Gemeindeteil der Gemeinde Walting im Landkreis Eichstätt in Bayern. Die Abschnittsbefestigung liegt unmittelbar westlich des Kastells Castra Vetoniana bereits auf Gebiet der Gemeinde Adelschlag. Die Anlage wird als Bodendenkmal unter der Aktennummer D-1-7133-0030 als „Abschnittsbefestigung vor- und frühgeschichtlicher Zeitstellung, Siedlung der Hallstatt- und Latènezeit“ geführt. 
Von der ehemaligen Höhenburganlage sind noch Wall- und Grabenreste erhalten.